# M.W. (повітряна куля)
M.W. (нім. «Machen wir!», перек. укр. «Зробімо це!») — повітряна куля на якій в 1891 році було здійснено перші п'ять наукових польотів в рамках «Берлінських наукових експедицій на повітряних кулях». Наукові польоти «M.W.» надали німецьким вченим достатньо практичної інформації, щоб підготувати до метеорологічних досліджень дві наступні повітряні кулі «Гумбольдт» і «Фенікс».

## Створення повітряної кулі
В 1881 році в Берліні засновано Асоціацію розвитку аеронавтики. 2 червня 1888 року Вільгельм фон Бецольд, завідувач кафедри метеорології в Університеті Фрідріха Вільгельма, виступив з промовою про «значення повітряних куль для метеорологічних досліджень» на ювілейному 100-му засіданні асоціації. В 1889 році головою асоціації обрано Ріхарда Ассмана, який спільно з Бецольдом доходять висновку, що для того, щоб метеорологи мали можливість глибоко зрозуміти погодні явища і такі фізичні змінні як температура, тиск і вологість, їх потрібно вимірювати не лише з поверхні землі, а й у польоті, на різних висотах. Таким чином в 1899 році було прийнято рішення про початок збору коштів на виготовлення перших повітряних куль для наукових метеорологічних досліджень.
Оскільки фінансової підтримки від німецького уряду на перших етапах реалізації ідеї Ассмана не було, він звернувся з проханням про допомогу до відомих меценатів і багатих членів Асоціацію розвитку аеронавтики. В 1891 році на заклик Ассмана відгукнувся власник Berliner Börsen-Zeitung (Берлінська біржова газета) Курт Кілліш-Горн (1856—1915), який надав в користування асоціації власну повітряну кулю для проведення її перших наукових польотів. Цю повітряну кулю було названо «M.W.» — жартівлива абревіатура популярного в ті часи німецького вислову «Machen wir!» («Зробімо це!»).
Асманн вирішив одразу переобладнати нову повітряну кулю, щоб мати можливість здійснювати метеорологічні дослідження і виміри. Цим зайнявся один з найвідоміших інженерів і конструкторів асоціації, лейтенант Ганс Гросс. Оболонку кулі перешили й збільшили її об'єм до 1180 м³. При проектуванні гондоли для кулі, Гросс врахував особливі вимоги метеорологів, які хотіли робити виміри температури і вологості повітря за її межами, щоб на них не впливала температура тіла пасажирів. Для реалізації цієї ідеї, до стінки гондоли було прикріплено спеціальну висувну балку, на яку встановили нові метеорологічні прилади, такі як психрометр Ассмана.

## Наукові польоти «M.W.»
З січня по листопад 1891 року на повітряній кулі «M.W.» було здійснено 5 наукових польотів. Місцем старту для польоту було обрано невелику площу біля газового заводу в Шарлоттенбургу, яку надав в користування асоціації Вернер фон Сіменс. «M.W.» мав достатньо велику вагу і не міг здійснювати довготривалі польоти на велику висоту. Тому, результати спостережень здійснених під час польотів на ньому були відносно скромними і значно меншими в порівняні з пізнішими експедиціями на повітряних кулях «Гумбольдт» і «Фенікс» . Асманн описував експедиції «M.W.» як перші підготовчі польоти, оскільки вони перш за все здійснювались для вдосконалення методів спостереження за погодою й отримання нового досвіду роботи з метеорологічними приладами, особливо з аспіраційним психрометром.
Перший політ «M.W.» відбувся взимку. 30 січня 1891 року Ріхард Асманн, Курт Кілліш-Горн і лейтенант Гросс в 11:24 годині ранку піднялись в небо з площі газового заводу в Шарлоттенбургу. Оскільки вантажопідйомність у повітряної кулі була невеликою Гросс зміг взяти в політ лише 90 кг баласту. Куля піднімалась в повітря повільно і пролетіла над всім Берліном в північному напрямку на висоті 300—400 метрів. Із збільшенням висоти польоту, «M.W.» змінив напрямок свого руху на північно-східний і швидко досягнув міста Бернау. В 12:14 годині повітряна куля долетіла до узбережжя Балтійського моря і Гросс був змушений шукати зручне місце для приземлення. Вже за декілька хвилин «M.W.» доволі спокійно приземлився на полі біля села Шенвальде. Із сусіднього сільського маєтку одразу прибігли люди, з допомогою яких вченим вдалось значно швидше здути оболонку повітряної кулі і скласти все обладнання. Загалом перший науковий політ «M.W.» тривав 3 години й 3 хвилини і куля змогла пролетіти близько 139 км, піднявшись на максимальну висоту 1330 метрів.
Другий політ «M.W.» розпочався з дуже повільного старту 13 березня 1891 року. Гроссу навіть довелось майже відразу викидати з гондоли два мішки баласту (кожен містив по 15 кг піску), щоб куля почала набирати висоту. Досягнувши висоти 1240 метрів «M.W.» на деякий час зупинився і лише після скидання чергової частини баласту досяг своєї максимальної висоти 1805 метрів. Дальше куля протягом півтори години пролітала над болотами Rhinluch і Асманну й Гроссу довелось довго шукати підходяще місце для приземлення. Лише після 2 години дня вони помітили зручні для посадки оброблені селянами поля біля Фербелліна і безпечно посадили кулю на землю. Загалом, другий політ «M.W.» тривав 4 години й 17 хвилин за які куля пролетіла лише 54 кілометри.
В третьому польоті «M.W.» екіпаж кулі змінився і керівником став лейтенант Gurlitt, якому допомагали метеоролог Артур Берсон і власник повітряної кулі Курт Кілліш-Горн. Політ відбувався в серпні 1891 року і тривав лише 2 години й 46 хвилин. Куля пролетіла над Берліном в північному напрямку і подолавши 89 кілометрів здійснила посадку біля перших хат в містечку Мешковиці. Якір, який викинули перед приземленням, замість землі зачепився за кам'яний паркан і таким чином повністю зупинив політ кулі й дозволив її пілотам безпечно зійти на землю. Професор Берсон, який вперше брав участь в наукових польотах, пізніше стане одним з найважливіших аеронавтів Німеччини і підніметься на рекордну висоту 10 800 метрів.
В четвертому польоті «M.W.», крім лейтенанта Гросса і професора Берсона, взяв участь й директор обсерваторії Blue Hill американець Ебботт Лоуренс Ротч. Політ відбувався 24 жовтня 1891 року. Після старту, куля доволі швидко піднялась на висоту 1000 метрів і пролетіла над Берліном в західному напрямку. Гросс взяв лише 75 кг баласту, тому політ тривав недовго і вже через 3 години й 5 хвилин, пройшовши неповних 35 кілометрів, «M.W.» приземлився на околицях міста Оранієнбург. Максимальна висота на яку піднялась куля становила лише 1200 метрів.
П'ятий політ «M.W.» відбувся 27 листопада 1891 року. Під час нього Гроссу вдалось підняти кулю на максимальну висоту 1370 метрів і пролетіти 90 кілометрів. Приземлення було доволі легким і відбувалось в околицях містечка Хойна. Як виявилось пізніше, це був завершальний науковий політ «M.W.». Спершу асоціація вичерпала всі доступні кошти виділені на організацію польотів, а пізніше власник повітряної кулі Курт Кілліш-Горн надовго покинув Берлін й забрав повітряну кулю з собою.
Згодом Асманн, Берсон і Гросс опублікували наукові результати польотів «M.W.» і вони стали основою для прохання про виділення коштів від німецького уряду на будівництво нової повітряної кулі для наукових польотів. В 1893 році асоціація отримала потрібні кошти від імператора Вільгельма II й була створена повітряна куля «Гумбольдт».
| №  | Дата польоту | Час в повітрі (год: хв) | Довжина польоту (км) | Максимальна висота (м) | Пілоти т                                | Місце посадки                                   |
| -- | ------------ | ----------------------- | -------------------- | ---------------------- | --------------------------------------- | ----------------------------------------------- |
| 1. | 30 січня     | 3:03                    | 139                  | 1330                   | Гросс, Ассман, Курт Кілліш-Горн         | село Шенвальде, Мекленбург-Передня Померанія    |
| 2. | 13 березня   | 4:17                    | 54                   | 1805                   | Гросс, Ассман                           | село Фербеллін, Бранденбург                     |
| 3. | 8 серпня     | 2:46                    | 89                   | 1720                   | Берсон, Курт Кілліш-Горн, лейт. Gurlitt | містечко Мешковиці, Західнопоморське воєводство |
| 4. | 24 жовтня    | 3:05                    | 34                   | 1240                   | Гросс, Берсон, Ротч                     | околиці міста Оранієнбург, Бранденбург          |
| 5. | 27 листопада | 3:14                    | 90                   | 1370                   | Гросс, Берсон, Курт Кілліш-Горн         | містечко Хойна, Західнопоморське воєводство     |